# 鎮暴操
鎮暴操為17世纪越南華僑阮督儒所创。鎮暴操側重步法、面向轉換與雙臂硬功，從原本以一對多的武打設計，被後人發展成為以多對多的壓制技巧。鎮暴操發展至今，已成為今日多數國家軍隊、警察鎮壓暴動的工具之一。

## 歷史
鎮暴操為17世纪越南華僑阮督儒所创，1637年阮氏从福建侨居越南，在17世纪中期后靠著自創的格鬥技巧，在占城以一己之力擊退數十名少年的圍攻。由於当时阮氏化解了暴動，故被後人冠以"鎮暴"之名。
這套技巧後來被阮氏發展成為一套強身的體操。傳聞阮氏的四名入内弟子各學會了其中一部分的精要，在十八世紀初產生了四個不同的派別。
後來，據說大弟子習得內力外放之技巧、二弟子則繼承吸收外力並轉守為攻的身法，但兩人皆在內亂中過世，兩位弟子最為奧妙的吐納與身術因此斷絕。三弟子蕭繻炏承襲了阮督儒鎮暴操的腳步與面向的轉換技巧，四弟子張洸芫則承襲了雙手拳掌技術，但兩人一直都不能和睦相處，雙方最終大打出手，結果蕭繻炏利用巧妙走位成功消耗張洸芫的硬功，將其壓制並斷其手臂使其功力盡失，張洸芫不久辭世，四弟子的拳掌技巧也因此失傳。

### 轉變
蕭濡炏的弟子與再傳弟子，先後游走美國、巴西與德國，進而被當局者看中而開始運用蕭繻炏的武學概念設計陸軍隊型。但在歐美排華風潮開始以後，多數弟子被殺害或隱姓於世，所有相關訓練資料也紛紛被銷毀。故各國在未完全學會的狀況下，紛紛使用其他武術來填補招式的空缺。
在現代化陸軍與警憲制度流行以後，各國的軍隊、警憲紛紛發展出以"鎮暴"為用途的隊形排列，雖然依舊稱為"鎮暴操"，但只是由阮督儒的綜合性單人武術，進而轉變為強身的武學體操，再轉變成蕭繻炏派的腳法與走位而已，已經與原本樣貌大相逕庭。